# José de Castro y Orozco
José de Castro i Orozco (Granada, 10 de març de 1808 - Madrid, 17 de maig de 1869) va ser un escriptor i polític espanyol, senador i ministre durant el regnat d'Isabel II d'Espanya.

## Biografia
Va ostentar en títol de Marquès de Girona. Era geramà del també polític Francisco de Paula Castro y Orozco. Va estudiar Dret a la seva ciutat natal. Diputat provincial en 1839, va treballar per salvar el tresor artístic eclesiàstic, recollint el que va poder en un museu a Granada. Fou Fiscal de l'Audiència i rector de la Universitat de Granada (1843). Va ser nomenat Senador vitalici en 1853 i fou Ministre de Gràcia i Justícia entre 1853 i 1854 en el gabinet de Luis José Sartorius y Tapia. En 1863 fou escollit acadèmic de la Reial Acadèmia de Ciències Morals i Polítiques.
Va recollir la seva creació a Obras poéticas y literarias (1864-1865). Va escriure poesia política com "España en 1808", "Vergara" i "Isabel II". Compusà dues tragèdies, Boabdil (1832) i Aixa (1837). La seva obra més notable és el drama històric Fray Luis de León o El siglo y el claustro (1837): hi imagina uns amors entre el famós escriptor i Elvira, germana de l'historiador granadí Diego Hurtado de Mendoza. L'entrada d'aquell en el convent seria resultat de la seva passió frustrada; d'aquí la seva perenne malenconia. Un altre drama històric és El bastardo de Monteflor (1838).